# Titularbistum Limisa
Limisa  ist ein Titularbistum  der römisch-katholischen Kirche.
Es geht zurück auf ein früheres Bistum in der römischen Provinz Byzacena bzw. Africa proconsularis in der Sahelregion des heutigen Tunesien.
| Titularbischöfe von Limisa |                                   | |                    |                   |
| Nr.                        | Name                              | Amt | von                | bis               |
| 1                          | Francesco Maffei                  | emeritierter Bischof von Lacedonia (Italien)                                                                       | 24. Juni 1926      | 25. Oktober 1937  |
| 2                          | Cesare Marie Guerrero             | Weihbischof in Manila (Philippinen)                                                                                | 16. Dezember 1937  | 14. Mai 1949      |
| 3                          | Johannes Bydolek                  | Weihbischof in Hildesheim (Deutschland)                                                                            | 10. September 1949 | 18. Oktober 1957  |
| 4                          | Victor Joseph Reed                | Weihbischof in Oklahoma City-Tulsa (USA)                                                                           | 5. Dezember 1957   | 21. Januar 1958   |
| 5                          | Angel Riesco Carbajo              | Weihbischof in Pamplona-Tudela (Spanien)                                                                           | 15. Februar 1958   | 2. Juli 1972      |
| 6                          | Victorio Oliver Domingo           | Weihbischof in Madrid (Spanien)                                                                                    | 5. September 1972  | 20. Dezember 1976 |
| 7                          | Francisco Garmendia Ayestarán CRL | Weihbischof in New York (USA)                                                                                      | 24. Mai 1977       | 16. November 2005 |
| 8                          | John Bura                         | Weihbischof in der Erzeparchie Philadelphia Apostolischer Administrator der Eparchie Saint Josaphat in Parma (USA) | 3. Januar 2006     | 17. Januar 2023   |
| 9                          | Wolodymyr Firman                  | Weihbischof in der Erzeparchie Ternopil-Sboriw (Ukraine)                                                           | 12. Juli 2023      |                   |